# Tour de la Poudrière (Landrecies)
La tour de la Poudrière est une ancienne tour qui faisait partie de l'enceinte de Landrecies.

## Histoire
La tour est probablement construite au début du XIVe siècle lors de la création du mur d'enceinte. Elle est construite en grès, certaines parties détruites lors de sièges ont par la suite été reconstruites en brique.
Avec l'évolution de la technique et les travaux de modernisation de l'enceinte dont le remparement des courtines vers le milieu du XVIe siècle, la tour perd son utilité en se retrouvant à l'arrière de la courtine, elle est par la suite transformée en poudrière,.